# Agrostis nitens
Agrostis nitens é uma espécie de gramínea do gênero Agrostis, pertencente à família Poaceae.